# Gare de Fougeré
Gare de Fougeré – przystanek kolejowy w Fougeré, w departamencie Wandea, w regionie Kraj Loary, we Francji.
Jest przystankiem kolejowym Société nationale des chemins de fer français (SNCF), obsługiwanym przez pociągi TER Pays de la Loire.

## Położenie
Znajduje się na wysokości 101 m n.p.m., na 53,233 km linii Les Sables-d'Olonne – Tours, pomiędzy stacjami La Roche-sur-Yon i Bournezeau.